# Mount Pechell
Mount Pechell är ett berg i Antarktis. Det ligger i Östantarktis. Nya Zeeland gör anspråk på området. Toppen på Mount Pechell är 1 360 meter över havet, eller 602 meter över den omgivande terrängen. Bredden vid basen är 9,9 km.
Terrängen runt Mount Pechell är kuperad åt sydväst, men åt nordost är den bergig. Trakten är obefolkad. Det finns inga samhällen i närheten.